# Port lotniczy Aribinda
Port lotniczy Aribinda – port lotniczy położony w Aribindzie, w Burkinie Faso.